# Rivière aux Brochets (vattendrag i Kanada, lat 47,09, long -72,65)
Rivière aux Brochets är ett vattendrag i Kanada.   Det ligger i provinsen Québec, i den sydöstra delen av landet, 300 km nordost om huvudstaden Ottawa. Rivière aux Brochets ligger vid sjön Lac Mékinac.
I omgivningarna runt Rivière aux Brochets växer i huvudsak blandskog. Trakten runt Rivière aux Brochets är nära nog obefolkad, med mindre än två invånare per kvadratkilometer.